# Probles maturus
Probles maturus är en stekelart som först beskrevs av Léon Abel Provancher 1886.  Probles maturus ingår i släktet Probles och familjen brokparasitsteklar. Inga underarter finns listade i Catalogue of Life.